# 1,1-Dikloretan
1,1-Dikloretan är en halogenalkan med formeln C2H4Cl2.

## Framställning
1,1-Dikloretan framställs genom att blanda vinylklorid (C2H3Cl) och saltsyra (HCl).
{\displaystyle {\rm {C_{2}H_{3}Cl+HCl\rightarrow C_{2}H_{4}Cl_{2}}}}
Processen går att reversera genom krackning vid 400 – 500 °C och 10 MPa varvid ämnet åter sönderfaller till vinylklorid och saltsyra.

## Användning
Det används huvudsakligen som reaktant i organisk syntes, framför att för att tillverka 1,1,1-trikloretan. Det används även som lösningsmedel för gummi, plast, målarfärg och lack, som avfettningsmedel och som insekticid. Det har också använts som bedövningsmedel.